# Филкова, Федя
Федя Филкова (болг. Федя Райкова Филкова-Кънчева, 10 марта 1950, Брестница, Болгария — 16 декабря 2020, София, Болгария) — болгарская поэтесса и переводчица с немецкого языка.

## Биография
Родилась 10 марта 1950 года в селе Малка Брестница Ловечской области. Изучала немецкую филологию в Софийском государственном университете. Автор поэтических сборников «Цветы глазами женщины» (1982, 2004), «Нежный воздух» (1986), «Рисунки в темноте» (1990), «Хрупкое распятие» (2000).
Она перевела более двадцати книг немецкоязычной поэзии и прозы, таких авторов как Гёте, Новалис, Ингеборг Бахман, Ильзе Айхингер, Эрнст Яндль, Криста Вольф и другие.
В 1991 году она была удостоена ежегодной премии за художественный перевод Союза переводчиков Болгарии. В 1995 году получила Австрийскую государственную премию за художественный перевод.
Федя — жена поэта и переводчика Николая Канчева (1936–2007). С 2007 года вместе с актёром Миленом Милановым организует ежегодный поэтический Николаев День, а с 2012 года присуждает премию «Николай Канчев» за новую болгарскую поэзию.
Ушла из жизни 16 декабря 2020 года в Софии.